# Antonio Stango
Antonio Stango (Naples, le 24 septembre 1957) est un politologue italien, expert des droits de l'homme au niveau international, écrivain et éditeur. Le 30 octobre 2016, il a été élu président de la Ligue italienne des droits de l'homme (LIDU),,.

## Biographie
(avril 2016).
Le contenu est difficilement compréhensible vu les erreurs de traduction, qui sont peut-être dues à l'utilisation d'un logiciel de traduction automatique.
Après avoir terminé les deux premières années d'études secondaires au lycée Giandomenico Cassini, situé à Sanremo, il a complété son parcours par des cours à l'École militaire Nunziatella de Naples. Il a servi comme sous-lieutenant dans l'armée italienne. Après avoir interrompu sa carrière militaire, il a repris des études en sciences politiques à l'Université de Gênes, et en histoire moderne.
Depuis les années 1980, il milite dans le domaine des droits de l'homme au niveau international, et collabore avec plusieurs ONG et le Parti Radical Transnational. En 1986, il a été impliqué dans le cas de Severina et Michaela Filipov, deux jeunes femmes réfugiés bulgares, lesquelles ont été retenues dans leur pays d'origine par les autorités. L'année suivante, en tant que secrétaire fédéral du Parti radical italien, il a présidé la réunion Droits de l'homme et dissidence à l'époque de Gorbatchev, à la fin de laquelle les dissidents soviétiques Vladimir Bukovsky, Léonide Pliouchtch, Vladimir Maksimov et Anatolij Levitin-Krasnov ont lancé le Manifeste de Rome des dissidents soviétiques, en réclamant la reconnaissance des droits de l'homme dans l'Union soviétique. En 1987, il a fondé avec Paolo Ungari le Comité Helsinki pour les droits de l'homme, et a pris position contre les refoulements en Roumanie décidés par Nicolae Ceaușescu. Les années suivantes, il a continué son activité en faveur des droits de l'homme, en particulier dans les pays de l'ancienne zone soviétique, par des relations avec les opposants au régime communiste comme Vaclav Havel; être arrêté par la police Allemagne de l'Est lors d'une manifestation contre le mur de Berlin; et par la police soviétique pendant une manifestation à Moscou,.
Au cours de ces années, il a été membre du conseil d'administration de la Fédération internationale d'Helsinki pour les droits de l'homme, dans FoReF (Forum pour la liberté religieuse), du Comité international de "In Search of Justice", du "Non c'è pace senza giustizia" et d'autres ONG. Il a également suivi pendant de nombreuses années, le Conseil des Nations unies pour les droits de l'homme à Genève, comme représentant du Parti Radical Nonviolent Transnational et Transparti, ONG avec statut consultatif Général de première catégorie auprès de l'ECOSOC des Nations unies,,. Le 15 septembre 2009, avec Danielle Mitterrand, Sid Ahmed Ghozali et Eric Sottas, il a lancé un appel sur la situation au camp d'Ashraf en Iraq.
Il a effectué des missions en tant que spécialiste des droits de l'homme pour la Commission européenne et il a donné des conférences sur les droits de l'homme dans plusieurs pays européens, d'Asie centrale et du Moyen-Orient. Entre décembre 2003 et juillet 2006, il a dirigé le projet de formation aux droits de l'homme et de soutien au Kazakhstan pour Freedom House,.
Entre 2002-2003, il a été membre du groupe de travail pour l'éducation aux droits de l'homme pour le Réseau des droits de l'Euro-Méditerranée. En 2003, il était un expert pour le projet de la Fédération internationale d'Helsinki pour les droits de l'homme, financé par la Commission européenne, La protection juridique des droits de l'homme dans la fédération de Russie; il a ainsi effectué des missions dans Sakhaline et dans la région Extrême-Orient russe. Il a donné des conférences sur les droits de l'homme en Italie, Kazakhstan, Ouzbékistan et le Liban, en collaboration avec différentes universités, ainsi que des ONG et d'autres organismes institutionnels; et il a été consultant au Parlement européen, alors que pour le Parlement italien et au Sénat italien. Il a lancé et dirigé les magazines Confronto con l'Est (1982-1988), La Nuova Frontiera - Internationale des Droits de l'homme et la sécurité d'examen (1995-2003) et La Scrittura (1996-2002).
Il est membre du conseil d'administration de l'ONG Hands Off Cain, dont la mission est l'interdiction de la peine de mort au niveau mondial. En tant qu'expert de Kazakhstan, il est intervenu sur le cas de l'extraditiòn de l'Italie de Alma Shalabayeva, femme de l'oppositeur Moukhtar Abliazov. En septembre 2015, il a été nommé par l'ONG française Ensemble contre la peine de mort en tant que coordinateur du Congrès mondial contre la peine de mort (Oslo, 21-23 juin 2016),,,,.
Le 12 mars 2016, il a été conférencier à la conférence TEDx d'Arezzo sur la question de la peine de mort. En plus de ses activités de défense des droits de l'homme, il est le fondateur et propriétaire de la société éditoriale éponyme, dont les activités sont dans le domaine de l'édition de livres, magazines culturels de l'édition, l'information locale et la promotion de l'événement.